# 沙河 (汉水)
沙河，是中国长江流域汉江水系的一条河流，汇入汉水上游右岸。源于城固县五堵镇孙坪境内，由进入洋县草庙乡（現併入磨子桥镇）擦柳树坪入境，后进入沙河水库，至小江乡沙河口入汉江。河道长28.6公里，境内流域面积84平方公里，年平均径流量0.36亿立方米，年平均流量1.44立方米/秒，河床平均坡降4.7%。